# 에이엔
에이엔(일본어: 永延)은 일본의 연호 중 하나이다.
- 전후 : 간나(寛和) 이후 - 에이소(永祚) 이전.
- 시기 : 987년 ~ 988년
- 천황 : 이치조 천황

## 개원
- 간나 3년 4월 5일(율리우스력 987년 5월 5일) 이치조 천황의 즉위에 따라 개원하여
- 에이엔 3년 8월 8일(율리우스력 989년 9월 10일) 에이소로 개원되었다.

## 출전
《후한서》 〈마융열전〉의 "……豊千億之子孫, 歷萬載而永延……".

## 에이엔 시기에 일어난 일
- 2년
  - 11월 8일 : 오와리의 군지(郡司)와 농민들이 고쿠시(国司)인 후지와라노 모토나가의 학정을 조정에 상소해 해임을 요구한 "오와리노쿠니가이분(尾張国解文)" 사건이 벌어지다.

## 서력과의 대조표
| 에이엔      | 원년       | 2년        | 3년        |
| ----------- | ---------- | ---------- | ---------- |
| 서기 (西紀) | 987년      | 988년      | 989년      |
| 간지 (干支) | 정해(丁亥) | 무자(戊子) | 기축(己丑) |

## 같이 보기
- 일본의 연호 일람

| 이전 간나 | 일본의 연호 987년 ~ 988년 | 다음 에이소 |